# 4103 Chahine
A 4103 Chahine (ideiglenes jelöléssel 1989 EB) a Naprendszer kisbolygóövében található aszteroida. Eleanor F. Helin fedezte fel 1989. március 4-én.